# Joseph Germain Dutalis

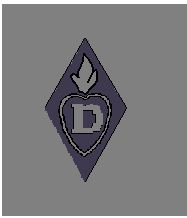
Poinçon de maître de Joseph Germain Dutalis 1814-1815.

Joseph Germain Dutalis, né le 23 avril 1780 à Bruxelles et y décédé le 5 décembre 1852, est un orfèvre belge.

## Biographie
Joseph Dutalis, baptisé à Bruxelles, à Sainte-Gudule en 1780, est le fils, l'élève et le successeur de Pierre Gabriel Germain Dutalis ou parfois du Talis, reçu comme bourgeois de Bruxelles en 1785, et de Maria Johanna Le Lait ou erronément Lelai ou Lelay, tous deux originaires de Mons, qui s'étaient mariés à Sainte-Gudule à Bruxelles en 1779. 
Sa sœur, Jeanne, avait épousé en 1810 à Bruxelles Antoine Lequime (1783-1827), qui sera le pharmacien du Roi et de la Reine, à Bruxelles. Ils seront les  grands-parents du peintre Alphonse Asselbergs.
Il épousa le 12 mai 1814, à Ixelles, Augusta Hooper, née à Londres en 1793.
Il était le plus important orfèvre bruxellois de son époque et devint fournisseur du roi Guillaume Ier des Pays-Bas et, après 1830, de Léopold Ier de Belgique.
Son fils Gustave Dutalis, né à Ixelles en 1820 y épousa en 1851 épousa Hortense Louise Corr, née à Anvers en 1822, sœur de la peintre Fanny Corr et du graveur Erin Corr.